# I-Doser
I-Doser est un logiciel de lecture de fichiers audio propriétaires. Le marketing du produit soutient que le contenu audio permet d'accéder à des états de conscience altérés via l'utilisation de battements binauraux. Les fichiers (d'extension .drg pour drug, drogue), appelés « doses » et portant dans un grand nombre de cas le nom de drogues, sont vendus en ligne pour un prix variant de 3 à 200 $[Quand ?][réf. nécessaire]. Ce lecteur a été téléchargé plus d'un million de fois et est basé sur la technologie audio d'un logiciel libre, SBaGen.

## Validité technologique et scientifique
Il existe peu d'études scientifiques sur les effets des battements binauraux et leurs résultats sont contradictoires. Certaines études affirment qu'ils peuvent améliorer les performances psychomotrices et l'humeur,, modifier certains ressentis d'ordre psychologique ou avoir un effet analgésique mais une autre étude, menée en 2003 sur la diminution de l'anxiété préopératoire et du besoin en anesthésique nécessaire à la maintenance de l'anesthésie (effets hypothétiques servant à la promotion de certains produits) ne montre aucune différence significative entre l'utilisation d'une cassette commerciale de battements binauraux et celle d'une cassette vide.
Interrogés sur le logiciel I-Doser et son principe supposé d'action sur le cerveau, des chercheurs de l'université de médecine et de sciences de l'Orégon ont cité une étude scientifiquement contrôlée, menée sur quatre cobayes, où aucune modification des ondes cérébrales n'a pu être obtenue à travers les battements binauraux. Plusieurs chercheurs d'autres universités ont fait part de leur doute et pensent que les effets annoncés sont une impossibilité.